# Ectmesopus placidus
Ectmesopus placidus es una especie de insecto coleóptero de la familia Chrysomelidae.
Fue descrita científicamente en 1867 por Suffrian.